# Huta (Poganice)
Huta – uroczysko-dawna miejscowość (niestandaryzowana część osady Poganice) w Polsce położona w województwie pomorskim, w powiecie słupskim, w gminie Potęgowo.
W latach 1975–1998 miejscowość administracyjnie należała do województwa słupskiego.